# Груштін
Груштін (словац. Hruštín) — село, громада округу Наместово, Жилінський край. Кадастрова площа громади — 36,51 км².
Населення 3125 осіб (станом на 31 грудня 2018 року). Протікає річка Груштінка.

## Історія
Груштін згадується 1588 року.

## Географія
Протікає річка Ферачова.

## Населення
| Рік:            | 1994. | 2004.   | 2014.   | 2024.   |
| --------------- | ----- | ------- | ------- | ------- |
| Кількість осіб: | 3057  | 3215    | 3153    | 3184    |
| Різниця:        |       | +5,16 % | -1,92 % | +0,98 % |

| Рік:            | 2023. | 2024.   |
| --------------- | ----- | ------- |
| Кількість осіб: | 3190  | 3184    |
| Різниця:        |       | -0,18 % |